# بي بي سي الألمانية
يعود تاريخ خدمة بي بي سي الألمانية في 27 سبتمبر 1938 إلى 26 مارس 1999، ضد الدعاية النازية وبنئ على طلبع بث خطاب رئيس الوزراء نيفيل تشامبرلين حول منع الحرب باللغة الألمانية. تم إطلاق الخدمة الألمانية كخدمة لغوية في حد ذاتها في 16 أفريل 1939 تتكون عمليات الإرسال اليومي بشكل كبير من برامج الشؤون الجارية والقابلات المراسلين من جميع أنحاء العالم كما تم إنشاء قناة آخر بالألمانية في 29 مارس 1943 ل إتحاد الديمقراطي النمساوي اللذي كان ضذ ألمانيا النازية وكان مقره في لندن.